# Sommernachtskomödie Rosenburg

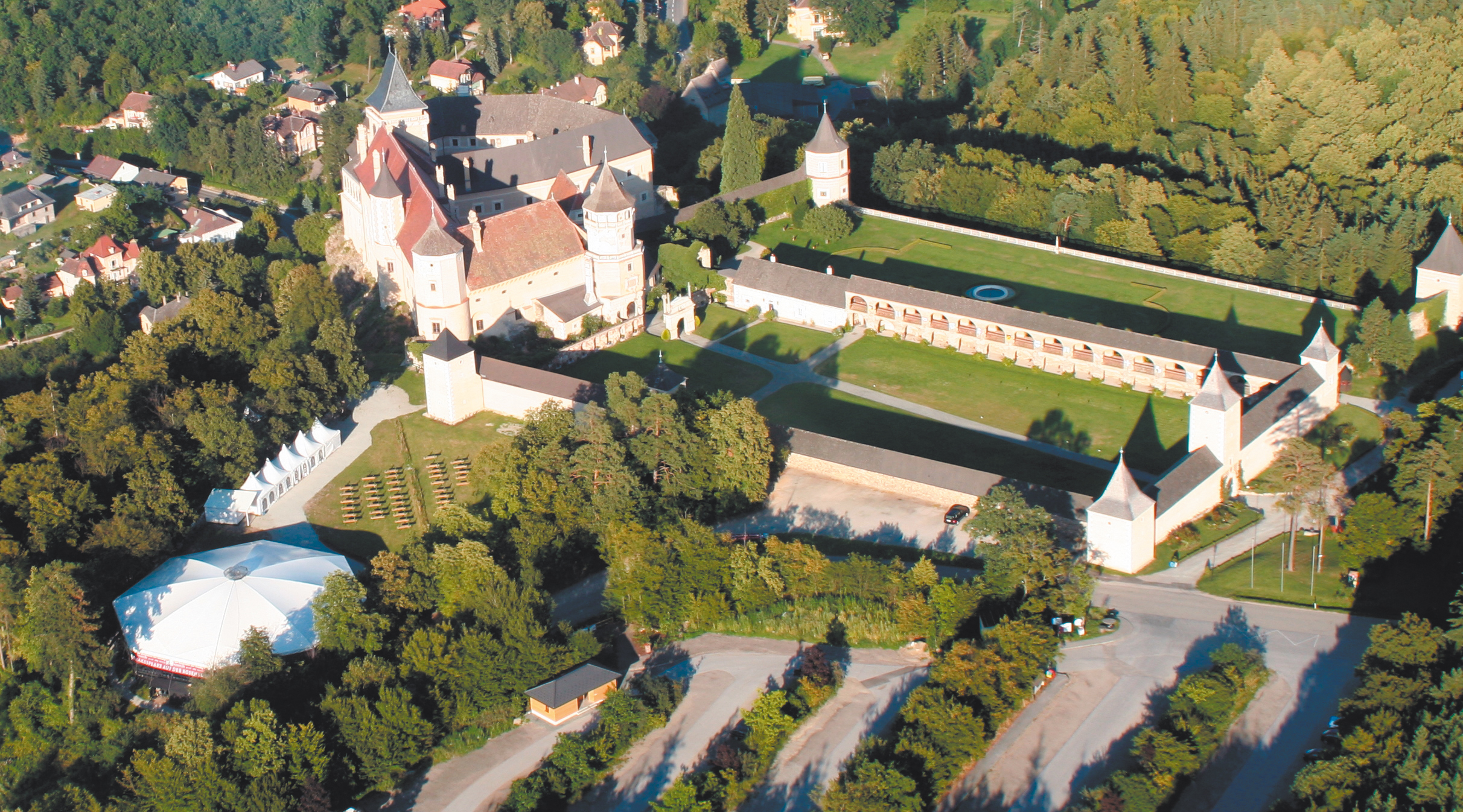
Shakespeare auf der Rosenburg (2008).

Sommernachtskomödie Rosenburg (jusqu'en 2014, Shakespeare auf der Rosenburg) est le nom d'un festival de théâtre organisé chaque année dans le Waldviertel, en Basse-Autriche, dans lequel se jouent principalement des pièces de William Shakespeare. Le festival se déroule dans l'enceinte du château de Rosenburg (de), un château de la Renaissance situé à Rosenburg, dans le parc naturel de Kamptal (de). 

## Éditions
Chaque année, un ensemble de jeunes artistes présente une autre œuvre majeure du grand dramaturge anglais dans une nouvelle interprétation. L'année 2013 est une exception avec une performance composée de plusieurs pièces. 
Shakespeare auf der Rosenburg
- 2004 : Hamlet, mise en scène de Birgit Doll
- 2005 : La Mégère apprivoisée, mise en scène d'Alexander Waechter (spectacle invité au Stadttheater Baden en octobre 2005)
- 2006 : Beaucoup de bruit pour rien, mise en scène d'Alexander Waechter (spectacle invité au Stadttheater Baden en octobre 2006)
- 2007 : Ce que vous voudrez, mise en scène d'Alexander Waechter (enregistrement ORF, première diffusion juillet 2008 - spectacle invité au Stadttheater Baden en octobre 2007)
- 2008 : Le Marchand de Venise, mise en scène de Birgit Doll
- 2009 : Le Songe d'une nuit d'été, mise en scène de Birgit Doll
- 2010 : Roméo et Juliette, mise en scène de Carolin Pienkos
- 2011 : Othello, mise en scène de Sylvie Rohrer
- 2012 : Comme il vous plaira, mise en scène de Helene Vogel
- 2013 : Falstaff, mise en scène de Birgit Doll
- 2014 : Le Malade imaginaire de Molière, mise en scène d'Alexander Waechter

Sommernachtskomödie Rosenburg
- 2015 : Comédie érotique d'une nuit d'été de Woody Allen, mise en scène de Marcus Ganser
- 2016 : Calendar Girls de Tim Firth, mise en scène de Marcus Ganser
- 2017 : Schlafzimmergäste d'Alan Ayckbourn, mise en scène de Marcus Ganser
- 2018 : Monsieur Claude et ses filles, adaptation scénique de Stefan Zimmermann, mise en scène de Marcus Ganser

## Liens Web
- Shakespeare sur le Rosenburg
- Summer Night Comedy Rosenburg